# Courdimanche-sur-Essonne
Courdimanche-sur-Essonne es una comuna francesa situada en el departamento de Essonne, en la región de Isla de Francia.
Está ubicada a 49 km al sureste de París.

## Demografía
| 85 | 98 | 118 | 182 | 233 | 251 | 271 |
| Para los censos de 1962 a 1999 la población legal corresponde a la población sin duplicidades (Fuente: INSEE [Consultar]) |    |     |     |     |     |     |